# Omprakesh Agrawal
Omprakesh Bankelal „OB“ Agrawal (* 27. April 1955; † 15. Mai 1994) war ein indischer Snookerspieler aus Parel, einem Stadtteil von Mumbai, der nach dem Gewinn der Amateurweltmeisterschaft 1984 zwischen 1985 und 1989 für vier Saisons Profispieler war. In dieser Zeit erreichte er die Runde der letzten 64 des Grand Prix 1985 und Rang 89 der Snookerweltrangliste.

## Karriere
1984 erreichte Agrawal zunächst das Viertelfinale der Erstausgabe der ACBS-Snookerasienmeisterschaft und dann das Finale der Amateurweltmeisterschaft, in dem er sich gegen Terry Parsons durchsetzte und zum Amateurweltmeister gekürt wurde. Anfang 1985 ergänzte er seine Amateurlaufbahn um eine weitere Viertelfinalteilnahme bei der Asienmeisterschaft, wo er diesmal gegen den späteren Turniersieger Gary Kwok verlor. Wenig später wurde er Profispieler. Während seiner ersten Saison schied Agrawal bei fünf von sechs Turnieren in der Qualifikation aus. Lediglich beim Grand Prix erreichte er die Hauptrunde, verlor dort aber sofort gegen Weltmeister Steve Davis. Dieser Erfolg verhalf ihm aber immerhin zu einer Weltranglistenposition; er wurde nun auf Rang 89 geführt. Während der nächsten Saison konnte er aber keine weiteren Spiele gewinnen. Anschließend verzichtete er auf weitere Spiele, weshalb er seinen Weltranglistenplatz verlor. Formal blieb er bis Mitte 1989 Profispieler und verlor dann seinen Profistatus. Wenige Jahre später, im Mai 1994, verstarb Agrawal im Alter von nur 39 Jahren an den Folgen einer Krebserkrankung.

## Erfolge
| Ausgang         | Jahr | Turnier                       | Finalgegner   | Ergebnis |
| --------------- | ---- | ----------------------------- | ------------- | -------- |
| Amateurturniere |      |                               |               |          |
| Sieger          | 1984 | IBSF-Snookerweltmeisterschaft | Terry Parsons | 11:7     |